# Naci Ünüvar
Naci Ünüvar, né le 13 juin 2003 à Zaandam aux Pays-Bas, est un footballeur turc qui joue au poste d'ailier gauche au FC Twente.

## Biographie

### En club
Né à Zaandam aux Pays-Bas, Naci Ünüvar est formé à l'Ajax Amsterdam. En septembre 2018, il devient le plus jeune buteur de l'histoire de la Youth League, à seulement 15 ans. Le 23 mai 2019, il signe son premier contrat professionnel avec l'Ajax, le liant au club jusqu'en 2022.
Le 8 mai 2020 il est inclus dans le top 50 des meilleurs jeunes au niveau mondial par le site spécialisé de Football Talent Scout.
Ünüvar joue son premier match avec l'équipe première de l'Ajax le 22 janvier 2020 face au SV Spakenburg (en) en coupe des Pays-Bas. Il entre en jeu à la place de Siem de Jong et se fait remarquer en inscrivant également son premier but, participant ainsi à la victoire de son équipe par sept buts à zéro.
Après une saison 2021-2022 remarquée avec le Jong Ajax où il est l'un des meilleurs joueurs de l'équipe avec un total de seize buts et douze passes décisives, Ünüvar est récompensé de ses performances en signant un nouveau contrat avec l'Ajax le 4 juillet 2022. Il est alors lié jusqu'en juin 2026 avec les Ajacides,.
Le 30 août 2022, Naci Ünüvar est prêté par l'Ajax en Turquie, à Trabzonspor pour une saison.
Le 30 juin 2023, Ünüvar est prêté pour une saison au FC Twente.
Le 29 août 2024, Ünüvar rejoint dans le cadre d'un prêt d'une saison le club espagnol du RCD Espanyol, qui vient de remonter en Liga. Le prêt est accompagné d'une option d'achat qui s'activera si le joueur dispute 25 matchs et si le club se maintient.

### En équipe nationale
Surclassé en sélection, il est sélectionné avec les moins de 17 ans et participe au championnat d'Europe des moins de 17 ans en 2019. Lors de cette compétition, il inscrit deux buts, le premier face à l'Angleterre en phase de groupe, et le second lors de la finale disputée face à l'Italie. Il délivre également une passe décisive lors du premier match disputé contre la Suède.  Les Néerlandais remportent le tournoi en gagnant la finale par quatre buts à deux.
Avec les moins de 18 ans (nl) il joue trois matchs en 2019 et marque deux buts.
Naci Ünüvar joue son premier match avec l'équipe de Turquie espoirs le 27 mars 2023, lors d'un match amical contre le Kosovo. Il entre en jeu et son équipe s'impose par quatre buts à deux.

## Statistiques
| Saison                | Club                  | Championnat           | Championnat | Championnat | Championnat | Coupe(s) nationale(s) | Coupe(s) nationale(s) | Coupe(s) nationale(s) | Compétition(s) continentale(s) | Compétition(s) continentale(s) | Compétition(s) continentale(s) | Compétition(s) continentale(s) | Total | Total | Total |
| Saison                | Club                  | Division              | M.          | B.          | P.d.        | M.                    | B.                    | P.d.                  | Comp.                          | M.                             | B.                             | P.d.                           | M.    | B.    | P.d.  |
| 2019-2020             | Jong Ajax             | Eerste Divisie (en)   | 10          | 1           | 2           | -                     | -                     | -                     | -                              | -                              | -                              | -                              | 10    | 1     | 2     |
| 2020-2021             | Jong Ajax             | Eerste Divisie        | 29          | 7           | 1           | -                     | -                     | -                     | -                              | -                              | -                              | -                              | 29    | 7     | 1     |
| 2021-2022             | Jong Ajax             | Eerste Divisie (en)   | 33          | 16          | 12          | -                     | -                     | -                     | -                              | -                              | -                              | -                              | 33    | 16    | 12    |
| 2022-2023             | Jong Ajax             | Eerste Divisie (en)   | 1           | 0           | 0           | -                     | -                     | -                     | -                              | -                              | -                              | -                              | 1     | 0     | 0     |
| Sous-total            | Sous-total            | Sous-total            | 73          | 24          | 15          | -                     | -                     | -                     | -                              | -                              | -                              | -                              | 73    | 24    | 15    |
| 2019-2020             | Ajax Amsterdam        | Eredivisie            | -           | -           | -           | 1                     | 1                     | 0                     | -                              | -                              | -                              | -                              | 1     | 1     | 0     |
| 2021-2022             | Ajax Amsterdam        | Eredivisie            | -           | -           | -           | 2                     | 0                     | 1                     | -                              | -                              | -                              | -                              | 2     | 0     | 1     |
| Sous-total            | Sous-total            | Sous-total            | -           | -           | -           | 3                     | 1                     | 1                     | -                              | -                              | -                              | -                              | 3     | 1     | 1     |
| 2022-2023             | Trabzonspor (prêt)    | Süper Lig             | 8           | 1           | 1           | 2                     | 2                     | 0                     | C3                             | 2                              | 0                              | 0                              | 12    | 3     | 1     |
| 2023-2024             | FC Twente (prêt)      | Eredivise             | 19          | 3           | 3           | -                     | -                     | -                     | C4                             | 6                              | 1                              | 0                              | 25    | 4     | 3     |
| 2024-2025             | RCD Espanyol (prêt)   | Liga                  | 2           | 0           | 0           | 2                     | 0                     | 1                     | -                              | -                              | -                              | -                              | 4     | 0     | 1     |
| 2024-2025             | FC Twente             | Eredivise             | 1           | 0           | 0           | -                     | -                     | -                     | -                              | -                              | -                              | -                              | 1     | 0     | 0     |
| Total sur la carrière | Total sur la carrière | Total sur la carrière | 103         | 28          | 19          | 7                     | 3                     | 2                     | -                              | 8                              | 1                              | 0                              | 118   | 32    | 21    |

## Palmarès

### En sélection
| Pays-Bas -17 ans - Championnat d'Europe des moins de 17 ans - Champion en 2019 |